# Montpelier (Idaho)
Montpelier – miasto w Stanach Zjednoczonych, w stanie Idaho, w hrabstwie Bear Lake.